# La Voz de Guipúzcoa
La Voz de Guipúzcoa fue un periódico español editado en la ciudad de San Sebastián entre 1885 y 1936.

## Historia
Fundado en 1885, históricamente fue un diario de ideología republicana, liberal y moderada. Entre sus fundadores destacó el político e ingeniero Juan Usabiaga Lasquibar. En sus editoriales se mostró cercano al Partido Republicano Radical, especialmente tras la fundación de la Segunda República. Por el contrario, se alejó del nacionalismo vasco. Tras su creación, a lo largo de su historia el diario tuvo un cierto eco entre la población de San Sebastián. En 1913 su tirada diaria era de 4000 ejemplares, mientras que siete años después la tirada había aumentado hasta alcanzar los 11 000 ejemplares diarios. Durante la guerra civil española, tras la conquista de San Sebastián por las fuerzas sublevadas, el diario fue incautado y clausurado. Parte de sus antiguos trabajadores posteriormente integrarían la redacción de La Voz de España.

## Colaboradores
Por sus páginas pasaron conocidas personalidades como Luis López-Ballesteros, José María Salaverría, Miguel de Unamuno, Pío Baroja, Pedro Antequera Azpiri, Rodrigo Soriano, Antonio Iturrioz, Joaquín Jamar, Evaristo Bozas Urrutia o Isaac Abeytúa. También fueron habituales los reportajes fotográficos de Indalecio Ojanguren.